# Евальд Шамс
Евальд Шамс був одним з трьох представників проміжного покоління віденських економістів, з яких лише Ріхард фон Штригль був професійним вченим, але всі вони мали вплив у віденському гуртку в 1920-1930-ті роки. Якщо Лео Шенфельд (пізніше Лео Іллі), третій член цієї групипи, навряд чи був знайомий з іншими учасниками гуртка, то Евальд Шамс був активним та дуже шановним учасником
дискусій, у які він втручався у всеозброєнні знання про всі проблеми економічної теорії. За віком ці троє займали місце між третім поколінням австрійської школи — Мізесом, Шумпетером, Гансом Майєром, Ф. Х. Вейсом та поряд з іншим — Бем-Баверком, Візером та їх сучасниками, що прийшли слідом за засновником австрійської школи Карлом Менгером як друге покоління) — і поколінням, яке  позначають як четверте (Готфрід Хаберлер, Фріц Махлуп, Оскар Морґенштерн, Пауль Розенштейн-Родан). Шамс вирізнявся тим, що отримав освіту в університеті Граца, де викладав Шумпетер, і був у віденському гуртку єдиним австрійцем — учнем Шумпетера; завдяки цьому він із самого початку був знайомий з ідеями лозанської та австрійської шкіл.
Будучи професійним державним службовцем, він не мав контактів в академічних колах і тільки відвідував лекції та організовані дискусії у віденському гуртку.
За спогадами сучасників він був дуже дисциплінованою та небагатослівною людиною, яка виділялася на тлі більш невимушених молодих учасників не лише своєю прямою військовою поставою та елегантністю, а й наявністю інших інтересів. Він був видатною особистістю. Його поважали в Економічному товаристві (Nationalökonomische Gesellschaft), на семінарах професора Мізеса за знання не лише в галузі економічної теорії, а й у філософії та історії.
Він не робив великих наукових проектів. Його статті - невеликі, ретельно оброблені діаманти, що були результатом надзвичайно сумлінної роботи. Коли пізніше Шамс завдяки Рокфеллерівській стипендії отримав можливість попрацювати в Парижі і Італії, він був дуже розбірливим збирачем книг, і в центрі його інтересів все більше виявлялася історія економічної думки.
Головною причиною інтересу Шамса до історії економічної думки був інтерес до методології економічної науки. Його сила в цій галузі полягала не так у розумінні філософських сторін питання, скільки у знайомстві з різними теоретичними школами, насамперед із німецько- та франкомовними авторами. Він був знайомийтакож і з англійськими працями, але насамперед цікавили його розробки на континенті. Після еміграції більшості колег він опинився в ізоляції. Між публікацією статей наприкінці 20-х — на початку 30-х років та публікацією великого есе 1950 р., ніяких публікацій не виявлено.